# FC Blau-Weiss Linz
Blau-Weiss Linz är en österrikisk fotbollsklubb från Linz i Oberösterreich, som grundades 1997.

## Färger
- Klubbfärger: blå och vit.

| Blau-Weiss Linz | Blau-Weiss Linz |

### Trikåer
| 2009/10 | ? | ? | 2019/20 | 2021/22 |

## Meriter
- 2. Liga:
Vinnare: 2020/21, 2022/23

## Placering tidigare säsonger
| Säsong    | Nivå | Liga       | Placering | Referens | Notering                   |
| --------- | ---- | ---------- | --------- | -------- | -------------------------- |
| 2017/2018 | 2    | Erste Liga | 10        | [ 1 ]    |                            |
| 2018/2019 | 2    | 2. Liga    | 5         | [ 2 ]    |                            |
| 2019/2020 | 2    | 2. Liga    | 9         | [ 3 ]    |                            |
| 2020/2021 | 2    | 2. Liga    | 1         | [ 4 ]    |                            |
| 2021/2022 | 2    | 2. Liga    | 3         | [ 5 ]    |                            |
| 2022/2023 | 2    | 2. Liga    | 1         | [ 6 ]    | Uppflyttad till Bundesliga |
| 2023/2024 | 1    | Bundesliga | 9         | [ 7 ]    |                            |
| 2024/2025 | 1    | Bundesliga |           | [ 8 ]    |                            |